# Wadebridge
Wadebridge (kornisch Ponsrys; „Furtbrücke“) ist eine Stadt im Norden der englischen Grafschaft Cornwall. Sie war Sitz der Verwaltung des 1195,17 km² großen ehemaligen Districts North Cornwall mit 86.300 Einwohnern (Jahr 2007). Die Stadt selbst hat 6351 Einwohner (2001).

## Geografie

### Lage
Wadebridge befindet sich am südöstlichen Beginn des Mündungstrichters des Flusses Camel, der nordöstlich der Stadt Camelford entspringt und bei Trebetherick zwischen Pentire Point und Stepper Point an der Padstow Bay in den Atlantischen Ozean mündet. Dabei reicht der Höchststand des Gezeitenstroms des Atlantik bis nahe an den Ostrand des Stadtgebiets von Wadebridge beim Stadtteil Egloshayle. Bei Niedrigwasser (Ebbe) fällt der Fluss fast trocken, so dass er dann nicht schiffbar ist.
Die offene See des Atlantischen Ozeans beginnt zehn Kilometer nordwestlich des Zentrums von Wadebridge. Nahe der Flussmündung des Camel liegt die Kleinstadt Padstow, etwa acht Kilometer von Wadebridge entfernt. Weitere Städte in der Nähe sind Bodmin, acht Kilometer im Südosten, und Camelford, vierzehn Kilometer nordöstlich. Die Hauptstadt der Grafschaft Cornwall, Truro, ist 32 Kilometer von Wadebridge entfernt und liegt südwestlich der Stadt.

### Stadtgliederung
Die Stadt Wadebridge besteht aus den Stadtteilen St. Breock, Trevanson, Guineaport, Wade, Whiterock und Egloshayle.

### Klima
In Wadebridge herrscht wie in ganz Cornwall ein maritim gemäßigtes Klima, wobei es ganzjährig feucht ist und die Winter besonders mild sind.

## Geschichte

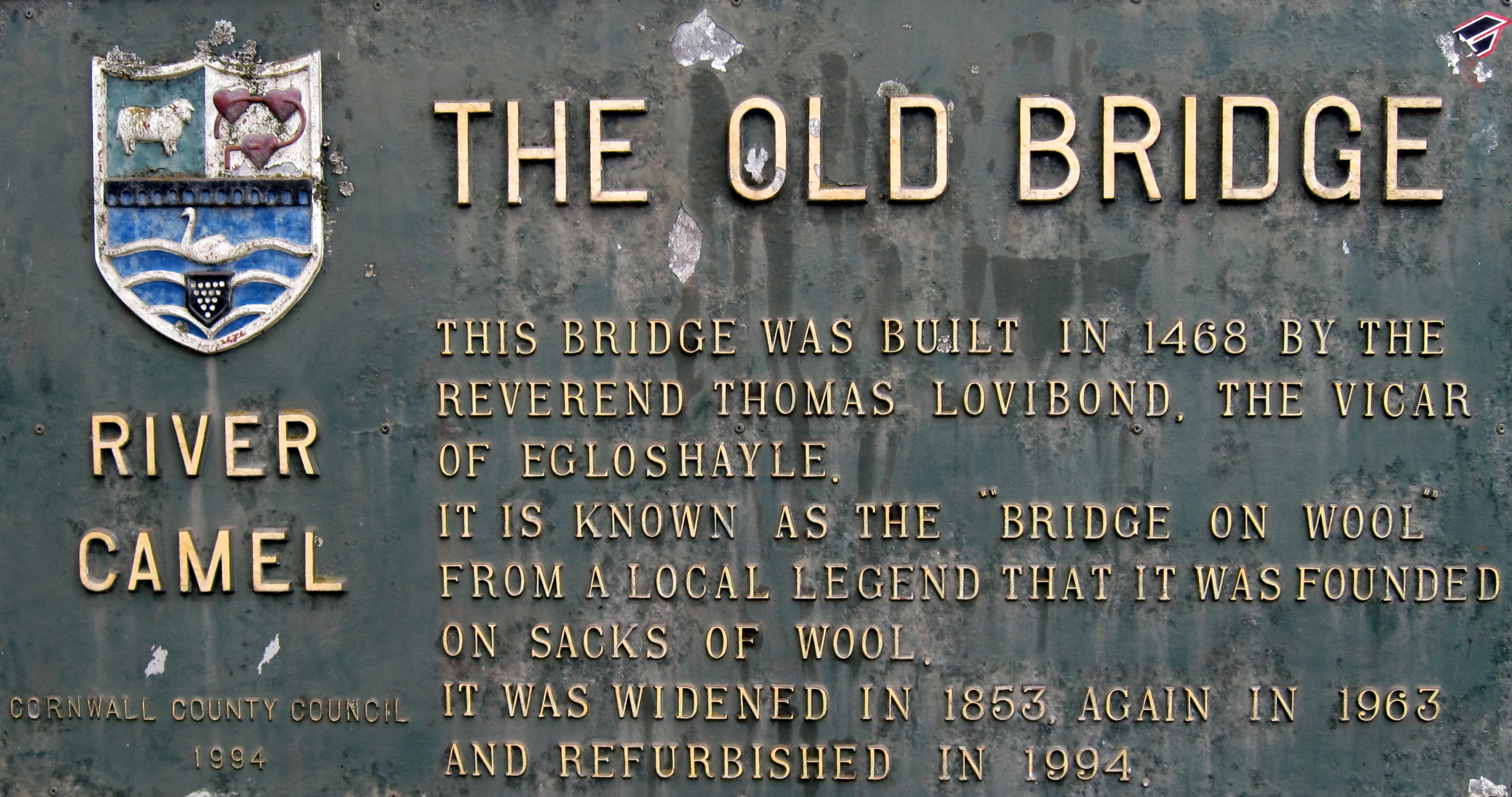
Hinweistafel

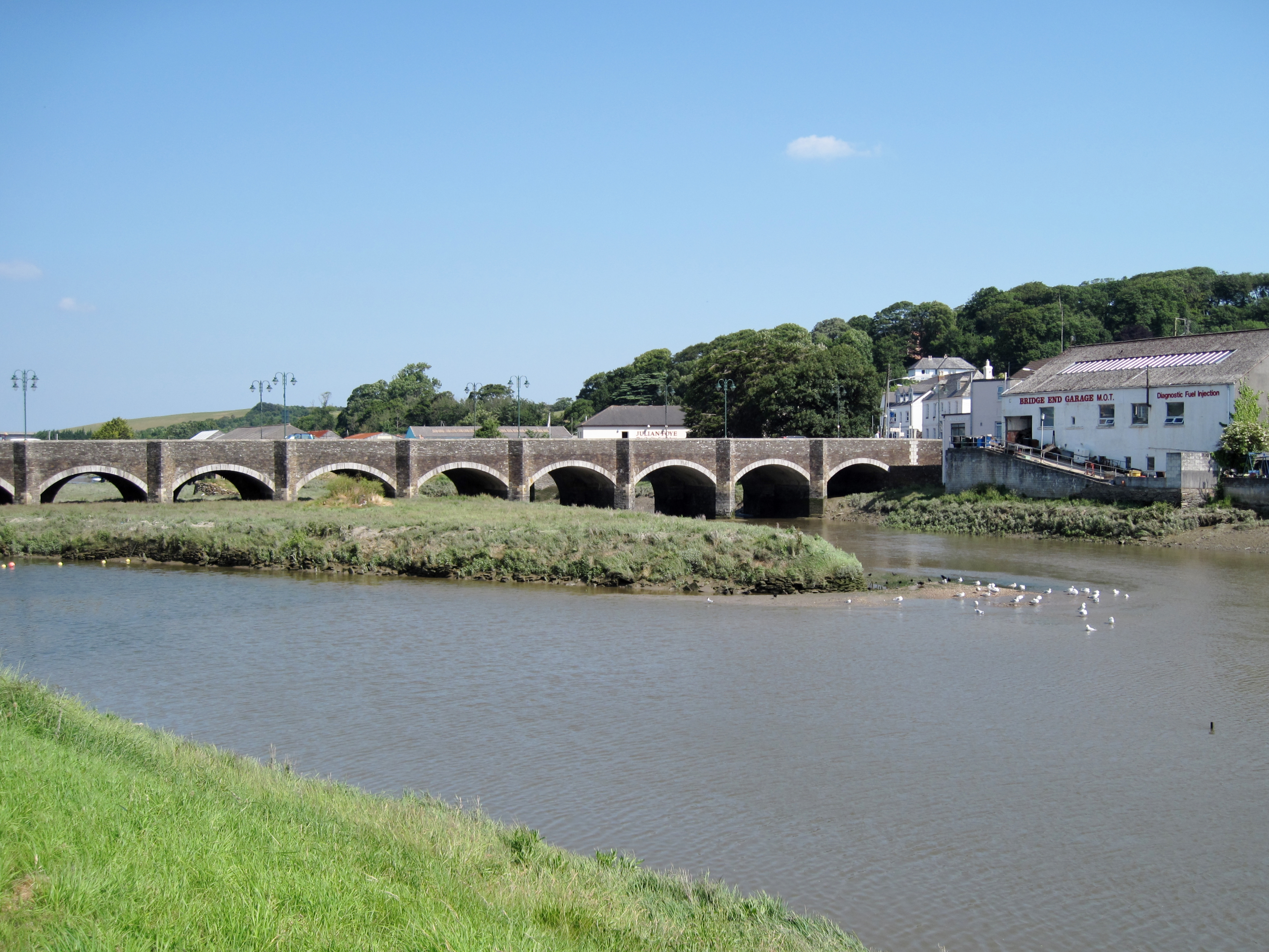
Südostseite der Old Bridge

Eine der ersten Erwähnungen von Wadebridge, als Markt-Siedlung Wade (von altenglisch wyeth für „Furt“), stammt aus dem Jahr 1313. Damals gehörte das heutige Stadtgebiet zu den Gemeinden Egloshayle und St. Breock beiderseits des Flusses Camel mit jeweils eigenen Kirchen, St. Michael’s auf der Westseite und King’s chapel östlich des Flusses.
Im Jahr 1468 wurde die auf Betreiben des Gemeindepfarrers von Egloshayle, Thomas Lovibond, errichtete The Old Bridge (die „alte Brücke“) fertiggestellt, finanziert aus dem Gewinn des Verkaufs der in der Gegend produzierten Schafwolle durch die Farmer auf dem Wollmarkt in Wade. Die 320 Fuß (97,5 Meter) lange und auf 17 Bögen errichtete steinerne Brücke wurde namensgebend für den nun Wadebridge genannten Ort. Heute besteht die Brücke nur noch aus 14 Bögen.
Vom Hafen Wadebridge wurde das in den südlich der Stadt betriebenen Bergwerken gewonnene Eisenerz verschifft, ebenso der Granit aus den Steinbrüchen am De Lank River, eines Nebenflusses des Camel, östlich von Wadebridge.
Ab dem 30. September 1834 verfügte Wadebridge über eine Eisenbahn-Anbindung entlang des Camel flussaufwärts über Boscarne nach Wenfordbridge mit einem Abzweig nach Bodmin. Nach einer Studie von 1831, initiiert durch den einheimischen Gutsbesitzer von Pencarrow, Sir William Molesworth, wurde die Bahn zu einem Preis von 35.000 £ erbaut. Die Bodmin & Wadebridge Railway war die erste öffentliche Bahnlinie Cornwalls und eine der ersten der Welt, eröffnet neun Jahre nach der ersten dampfbetriebenen Eisenbahn zur Personenbeförderung, der Stockton & Darlington Railway in Nordostengland.

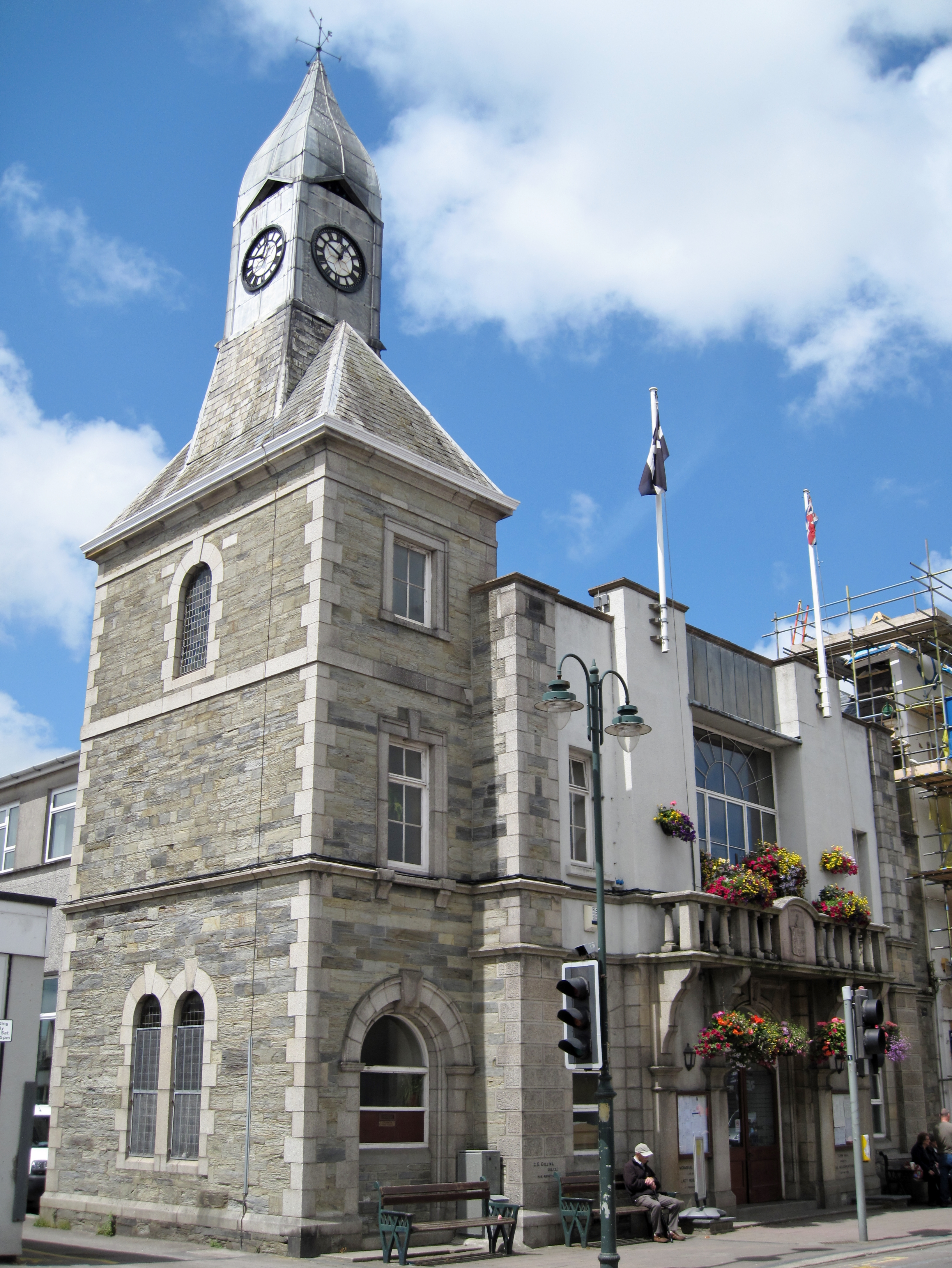
Town Hall (Rathaus)

Auf der Bodmin & Wadebridge Railway wurde zunächst Sand von der Flussmündung des Camel als Düngemittel ins Inland transportiert. Nach dem Kauf durch die London & South Western Railway und dem Ausbau des Streckennetzes im 19. Jahrhundert wurde die Bahnlinie in Wadebridge am 30. Januar 1967 für den Personenverkehr geschlossen. Heute verläuft auf der Trasse der ehemaligen Bahnlinie der Camel Trail, ein etwa 17,3 Meilen (27,8 Kilometer) langer Wander- und Radwanderweg.
Das Rathaus der Stadt wurde im Zeitraum von 1886 bis 1888 errichtet und am 31. Mai 1888 eröffnet. Die Kosten von 3000 £ wurden durch Sir Paul Molesworth bestritten, weshalb das zunächst von der Stadt, später auch von der Gemeinde genutzte Haus zunächst Molesworth Hall hieß. An der Rückseite des Rathauses befindet sich ein von V. Harvey aus St. Mabyn gemaltes Wandbild, das den Brückenbau der Old Bridge darstellt.

## Sehenswürdigkeiten

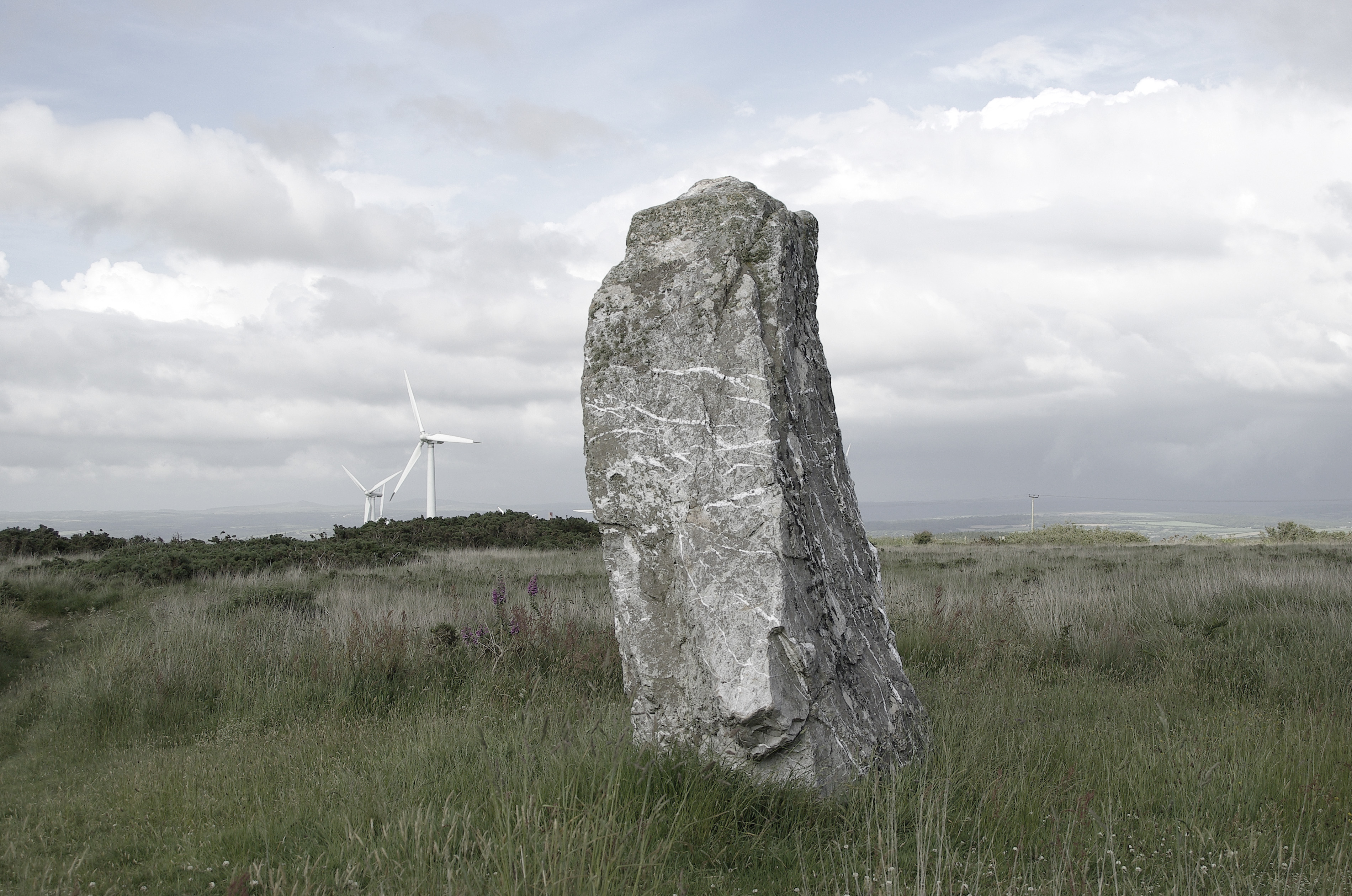
Der Longstone in den Saint Breock Downs

- Pfarrkirche St. Breock im gleichnamigen Ortsteil.
- Die Steinreihe Nine maidens steht in einem Feld östlich der A39 südlich von Wadebridge.

## Belege
1. ↑  Civil Parish, 2001 (Memento des Originals vom 4. März 2016 im Internet Archive)  Info: Der Archivlink wurde automatisch eingesetzt und noch nicht geprüft. Bitte prüfe Original- und Archivlink gemäß Anleitung und entferne dann diesen Hinweis.
2. 1 2 3  Wadebridge – North Cornwall
3. ↑  Wadebridge Town Council Home
4. ↑  B. Trevail: Curious Cornwall. Tor Mark Press, Truro 1969, S. 23.
5. ↑  The History of the Railway in Bodmin (Memento des Originals vom 19. Oktober 2009 im Internet Archive)  Info: Der Archivlink wurde automatisch eingesetzt und noch nicht geprüft. Bitte prüfe Original- und Archivlink gemäß Anleitung und entferne dann diesen Hinweis.
6. ↑  The Camel Trail auf der Website der Verwaltung von Cornwall, abgerufen am 3. April 2018 (englisch)